# Contragardă

A – Contragardă, B – Couvreface (figura prezintă doar elementele în discuție, șanțul și glacisul au fost omise)

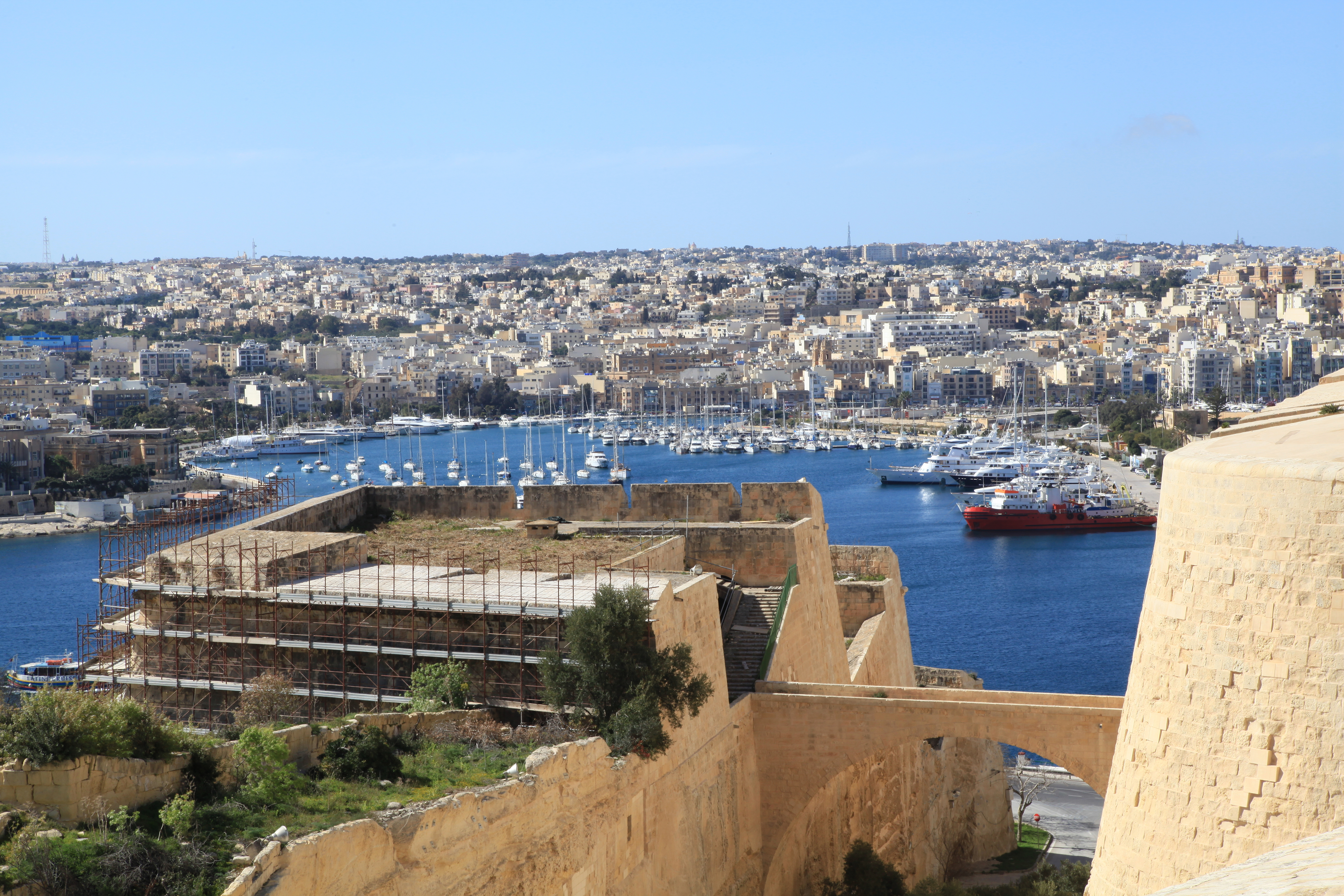
Contragarda bastionului St. Michael din Valletta, Malta

În sistemul de fortificații bastionare o contragardă este o lucrare de fortificații exterioară permanentă, situată dincolo de șanțul din fața unui bastion sau ravelin. Construită din pământ sau zidărie, contragarda avea o față în rampă, de înălțime relativ mică. În dreptul parapetului exista o banchetă de tragere suficient de lată (minimum 3 m) pentru a permite amplasarea tunurilor. Un șanț în față o proteja de un atac frontal. În spate era prevăzută o cale acoperită (en).
Rolul contragărzii era de a proteja bastionul sau ravelinul din spate de focul direct, respectiv să întârzie pe cât posibil atacarea acestora. Prin eșalonarea apărării în adâncime contragarda și fortificațiile din spatele ei nu puteau fi atacate simultan.
Dacă lucrarea era destinată doar infanteriei, fără a avea artilerie, era cunoscută sub numele de couvreface (en).